# João da Rocha Ribeiro
João da Rocha Ribeiro, noto come João Ribeiro (Porto, 13 agosto 1987), è un ex calciatore portoghese, di ruolo centrocampista.

## Palmarès
- Taça de Portugal: 1

Vitória Guimarães: 2012-2013